# Perenniporia penangiana
Perenniporia penangiana är en svampart som beskrevs av Corner 1989. Perenniporia penangiana ingår i släktet Perenniporia och familjen Polyporaceae.   Inga underarter finns listade i Catalogue of Life.